# Erucastrum rostratum
Erucastrum rostratum là một loài thực vật có hoa trong họ Cải. Loài này được (Balf.f.) Gomez-Campo mô tả khoa học đầu tiên năm 1998.